# Шемишейський район
Шемишейський район — муніціпальний район у Пензенській області Росії.
Адміністративний центр — робітниче селище Шемишейка.

## Географія
Район розташований на південному сході центральної частини Пензенської області. Площа території району - 1586,75 км². 
Місцевість являє собою горбисту рівнину, порізану ярами й долинами річок. Межує на північному сході з Городищенським районом, на сході - з Камешкірським районом, на півдні з Лопатинським й Малосердобинським районами, на заході - з Пензенським районом Пензенської області.

## Історія

### Середньовіччя
В районі розташована середньовічна археологічна пам'ятка мордви - Армійовський курганно-ґрунтовой могильник X—XI сторіч.

### Новий час
Після приєднання до Московського царства Надволжя внаслідок підкорення Казанського й Астраханського ханств починається інтенсивне заселення району:
- ерзянці переселяються з 1680-их роківз районів Алатиря, Арзамасу, частково з пензенського лісового Засур'я на Нижнє Поуз'я;
- сільські кріпаків-московитів переселяє у нові маєтки шляхта, яка отримала нові землі за службу;
- полкові татари переселяються у гирло річки Уза у 1685 році;
- нечисленна служила «мурзинська» мордва (Усть-Уза-Мурза).

Ерзя перебиралася у 1670-1683 роках з найближчих повітів для будівництва оборонної лінії Мокшан-Пенза й Пенза-Сизрань.
Інтенсивне заселення району у 1696-1717 роках після взяття турецького Азова, до "кубанського погрома" 1717 року, коли у полон було уведено декілька тисяч осіб.
Перші поселення району відносилися до Узинського стану Пензенського повіту. З 1780 року лівобережжя Узи ввійшло до складу Петровського повіту, а правобережжя - до складу Кузнецького повіту Саратовської губернії.

### Радянська доба
16 липня 1928 року було утворено Наскафтимський район з центром в селі Наскафтим в складі Кузнецького округу Середньо-Волзької області.
10 лютого 1932 року центр Наскафтимського району перенесеой у село Шемишейка, а район перейменовано на Шемишейський вже в складі Середньоволзького краю, з приєднанням до нього частини Кондольского району.
Стрімке падіння чисельності населення району внаслідок колективізації й голодомору: з 61800 осіб у 1933 році до 39377 осіб у 1938 році.
З 1936 року Шемишейський район у складі Куйбишевської області.
4 лютого 1939 року район передано до складу новоствореної Пензенської області.
У 1963-1965 роках до складу району входила територія скасованого Лопатинського району.

### Сучасний час
2 листопада 2004 року у районі утворено 1 міське й 15 сільських поселень (сільрад) та встановлені межі муніципальних утворень.
З 2006 року у район починают переселятися китайці.
22 грудня 2010 року були скасовані Мачкаська, Новомачімська й Піщанська сільські поселення.

## Адміністративний поділ
У складі району 1 міське поселення (Шемишейське), 12 сільських поселень (Армієвське, Воробьовське, Каргалєйське, Каржимантське, Колдаїське, Наскафтимське, Руськоноркинське, Сінодське, Стародемкинське, Старозахаркинське, Старояксарське, Усть-Узинське) та 39 населених пунктів.

## Національний склад
Більшість населення району складає мордва — 51,6 %. Інші національни групи: росіяни — 38,6 %, татари (мішарі) — 8,4 %, інші — 1,4%.